# Championnats du monde de cyclisme sur route 1921
Navigation
Liverpool 1922
Les championnats du monde de cyclisme sur route 1921 ont eu lieu le 4 août 1921 à Copenhague au Danemark. Il s'agit des premiers championnats du monde de cyclisme de l'histoire. 

## Déroulement
Une seule épreuve ouverte aux amateurs est au programme, les professionnels n'étant pas assez nombreux à l'époque pour avoir leur course.
La course est tracée sur 190 kilomètres avec l'arrivée située à Glostrup. Le champion du monde est le Suédois Gunnar Sköld, âgé de 27 ans. Il s'impose à une moyenne de 30,2 kilomètres par l'heure.
La Suède remporte le classement par nations (temps total des quatre premiers coureurs par nation) devant la France et l'Italie.

## Résultats
| Épreuves :                          | Or                 | Or                 | Argent                  | Argent       | Bronze                    | Bronze       |
| Amateurs                            |                    |                    |                         |              |                           |              |
| Hommes - amateurs - course en ligne | Gunnar Sköld Suède | en 6 h 18 min 17 s | Willum Nielsen Danemark | à 4 min 53 s | Charlie Davey Royaume-Uni | à 5 min 28 s |

## Tableau des médailles
| Rang  | Nation      | Or | Argent | Bronze | Total |
| ----- | ----------- | -- | ------ | ------ | ----- |
| 1     | Suède       | 1  | 0      | 0      | 1     |
| 2     | Danemark    | 0  | 1      | 0      | 1     |
| 3     | Royaume-Uni | 0  | 0      | 1      | 1     |
| Total | Total       | 1  | 1      | 1      | 3     |